# Alula Borealis
Alula Borealis (ν Ursae Majoris / ν UMa / 54 Ursae Majoris) es una estrella en la constelación de la Osa Mayor de magnitud aparente +3,49. La palabra Alula proviene de una frase árabe que significa «el primer salto», mientras que la palabra Borealis hace referencia a su posición al norte respecto a Alula Australis (ξ Ursae Majoris). 
Esta estrella es medianamente fácil de divisar al límite del norte desde el hemisferio sur en el mes de abril.
A una distancia de 421 años luz, Alula Borealis es una estrella binaria cuya estrella principal, Alula Borealis A, es una gigante naranja de tipo espectral K3III con una temperatura superficial de 4100 K. Con una luminosidad 1355 veces superior a la del Sol, su radio es equivalente a 66 veces el radio solar, este último valor obtenido a partir de la medida directa de su diámetro angular. Su masa se estima cuatro veces mayor que la masa solar.
Visualmente a 7,4 segundos de arco se encuentra Alula Borealis B, una estrella de magnitud +10,1; su separación con Alula Borealis A se ha mantenido casi constante durante los últimos 175 años, lo que implica una relación real entre ambas estrellas. Alula Borealis B es una enana amarilla de tipo G1V cuya luminosidad es un 30 % mayor que la del Sol y que tiene una masa ligeramente mayor que la de este. Su separación con Alula Borealis A es de al menos 950 UA.